# 이광엽
이광엽(1993년 2월 18일 ~ )은 대한민국의 아나운서다.

## 학력
- 연세대학교 중어중문학과

## 경력
- 2019년 ~ 2021년 : KBS 46기 공채 아나운서(KBS 전주방송총국 지역 근무)
- 2021년 : KBS 46기 공채 아나운서 본사

## 진행
TV
- KBS 뉴스 7 전북 (2019년 11월 7일 ~ 2020년 1월 30일/2021년 1월 4일 ~ 2021년 12월 23일)
- Today 전북
- 생생 3도
- 아침마당 임시 패널 (2022년 2월 10일)[1]
- 누가누가 잘하나 (2022년 3월 3일 ~ 2023년 12월 7일)
- 통합뉴스룸 ET 임시 진행 (2022년 3월 30일)
- TV비평 시청자데스크 시청자의 눈 (2022년 5월 1일 ~ 2024년 12월 1일)
- KBS 뉴스광장 (2022년 5월 16일 ~ 5월 18일, 6월 27일 ~ 6월 30일)[2]
- KBS 930 뉴스 임시 진행 (2022년 5월 30일 ~ 6월 3일, 10월 12일 ~ 10월 14일, 2023년 6월 7일 ~ 6월 9일, 2025년 1월 10일)
- KBS 뉴스 2 임시 진행 (2022년 6월 9일 ~ 6월 24일, 2024년 8월 20일 ~ 2024년 8월 27일)
- KBS 뉴스타임 (1500) (2023년 5월 1일 ~ 11월 13일)
- 통합뉴스룸 ET (2023년 5월 1일 ~ 5월 25일)
- KBS 스포츠 9 임시 진행 (2023년 6월 24일 ~ 6월 25일)[3]
- KBS 뉴스 5 임시 진행 (2023년 6월 26일 ~ 6월 30일, 2024년 7월 26일, 2025년 1월 3일)[4]
- KBS 뉴스 9 임시 진행 (2023년 8월 14일 ~ 8월 18일)[5]
- 2TV 생생정보 임시 진행 (2023년 9월 4일 ~ 9월 6일, 2025년 5월 12일 ~ 5월 14일, 2025년 6월 12일 ~ 6월 20일)[6]
- KBS 뉴스 7 임시 진행 (2023년 10월 27일 ~ 11월 3일, 2024년 11월 25일 ~ 11월 26일)[7]
- KBS 뉴스 12 (2023년 11월 14일 ~ 2024년 5월 17일)
- 추적 60분 MC (2023년 11월 17일 ~ 현재)
- KBS 뉴스 (주말) 토요일 저녁 (2024년 6월 1일 ~ 2025년 7월 5일)
- KBS 뉴스 5 정식 진행 (2025년 7월 7일 ~ 현재)
- KBS 아침뉴스타임 임시 진행 (2024년 6월 10일 ~ 6월 12일, 7월 16일 ~ 7월 17일)
- KBS 뉴스 12 임시 진행 (2024년 8월 5일 ~ 8월 9일, 2024년 10월 28일, 2024년 10월 30일 ~ 2024년 10월 31일)
- KBS 뉴스광장 토요일 임시 진행 (2024년 10월 12일)[8]
- KBS 월드 24 화요일 임시 진행 (2024년 10월 15일)[9]
- 경제콘서트 임시 진행 (2025년 3월 24일 ~ 3월 25일)[10]
- 무엇이든 물어보세요 금요일 아나운서 패널 (2025년 7월 11일 ~ 7월 18일)

## 라디오
제1라디오
- KBS 제1라디오 정시 뉴스

음악FM